# Palazzo delle Colonne di marmo
Il Palazzo delle Colonne di marmo è un edificio che si trova a Livorno, nel quartiere della Venezia Nuova.
Deve il suo nome alla presenza di due colonne in marmo ai lati del portale d'accesso, posto sulla via Borra 29.

## Storia
Sul finire del XVII secolo, il governatore Marco Alessandro Del Borro decretò la riduzione della Fortezza Nuova allo scopo di ottenere nuove aree edificabili all'interno della città fortificata.
Il nuovo nucleo urbano, che si poneva come accrescimento del vicino quartiere della Venezia Nuova (iniziato nei primi decenni del Seicento), fu oggetto di un crescente interesse da parte di numerosi mercanti, intenzionati a erigervi le proprie residenze.
Intorno al 1703, il mercante lucchese Ottavio Gamberini acquistò un lotto di terreno che dall'attuale via Borra si estendeva sino al retrostante Fosso della Venezia e vi edificò un elegante palazzo, il cui disegno è stato attribuito, non senza incertezze, a Giovan Battista Foggini.
I lavori furono conclusi rapidamente, ma nei decenni successivi furono apportante notevoli modifiche, che portarono alla sopraelevazione di un piano.
Nel 1912 l'edificio, di proprietà della famiglia Bicchierai dal 1718 , fu ceduto al Monte di pietà, la cui sede era proprio nel lotto adiacente. In passato ha ospitato anche i locali dell'Archivio di Stato.

## Descrizione

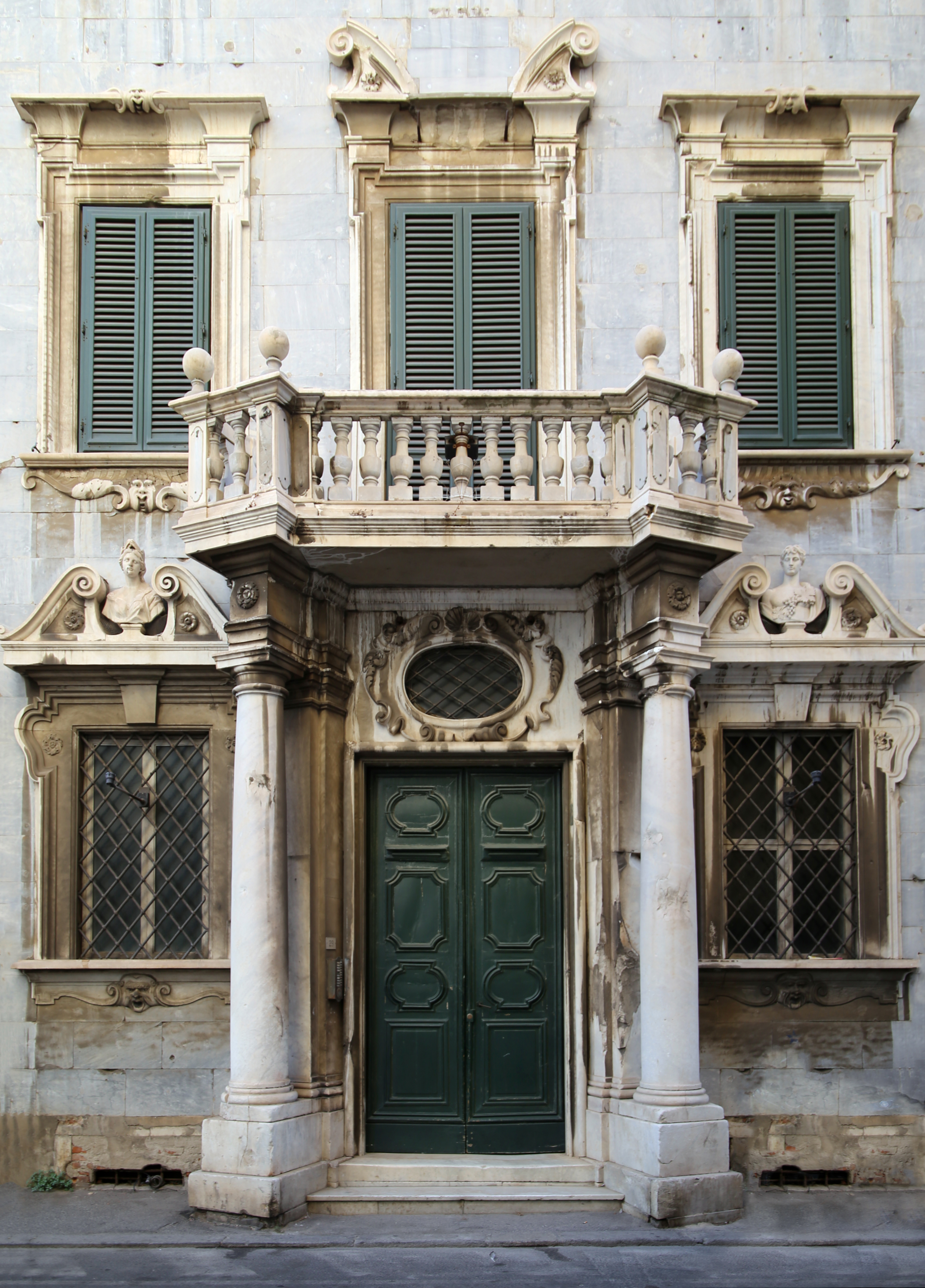
Il portale centrale e il balcone

Il palazzo presenta una pianta rettangolare, con i lati brevi aperti sulla strada principale e sul Fosso. Il prospetto sulla via Borra fa parte di un fronte continuo costituito da altri importanti edifici come il vicino palazzo Huigens.
La facciata, impreziosita da finiture in marmo di Carrara, è senza dubbio l'elemento più caratterizzante del complesso.
Due colonne d'ordine tuscanico sottolineano l'ingresso principale con una leggera rotazione dei basamenti e dei capitelli, quasi ad aprire l'edificio verso la via pubblica e sottolineandone il carattere vagamente barocco.
Frontoni dal sinuoso andamento, adornati dalle statue delle Quattro stagioni, arricchiscono il registro inferiore della facciata, mentre, al piano superiore, le aperture sono sottolineate da alte cornici e mascheroni.
L'interno presenta un piccolo cortile in parte circondato da un porticato; su un lato, due grandi finestroni servono per l'illuminazione della scala. Nel cortile il marmo lascia il posto alla severa pietra serena, riconducendo l'edificio ai moduli delle residenze fiorentine del XVI secolo.

## Note

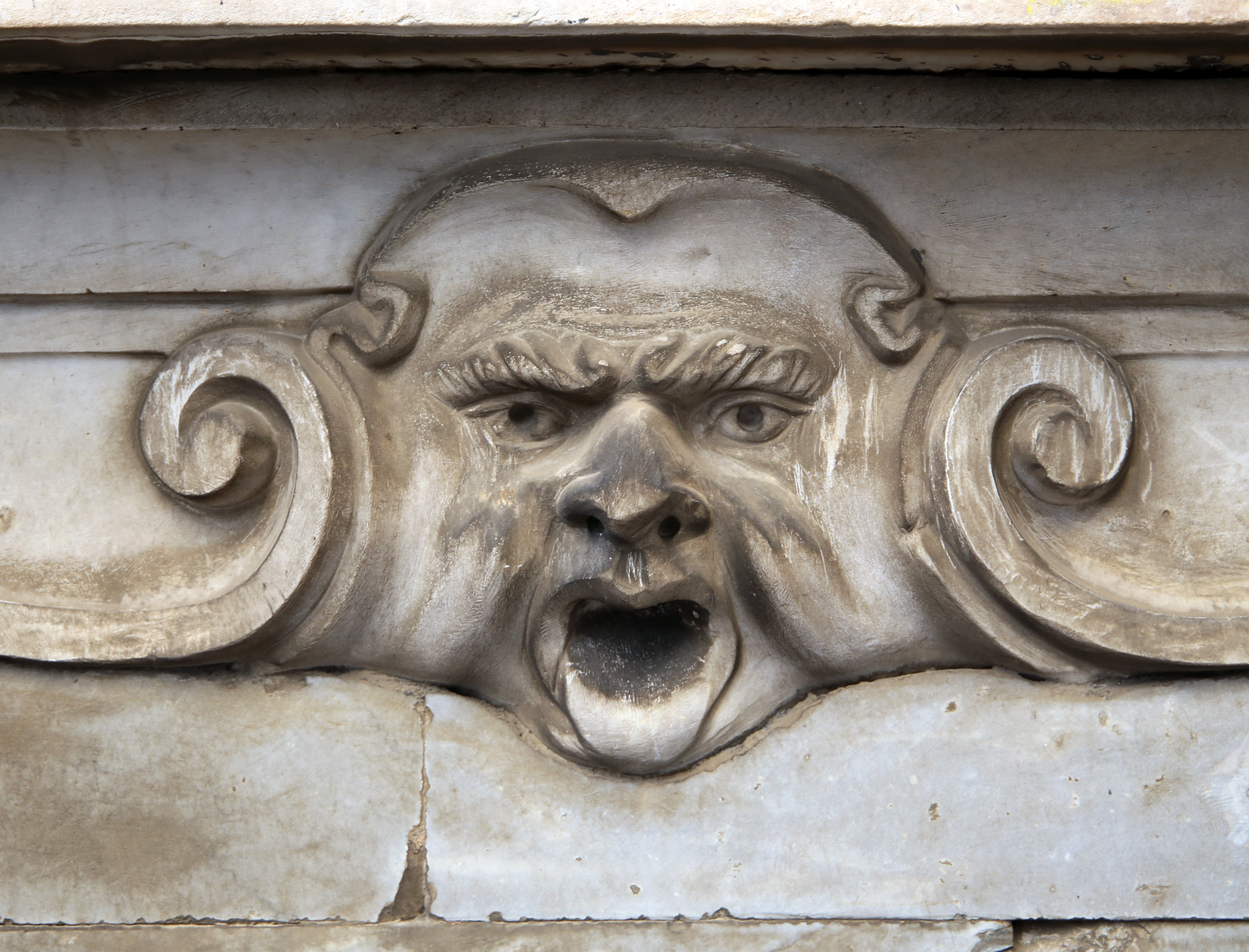
Mascherone